# Dalbergia cochinchinenis
Dalbergia cochinchinenis là một loài thực vật có hoa trong họ Đậu. Loài này được Laness. miêu tả khoa học đầu tiên.